# Drahotín
Drahotín település Csehországban, a Domažlicei járásban. Drahotín Hostouň, Poběžovice, Hora Svatého Václava, Hvožďany és Mutěnín településekkel határos. Lakosainak száma 200 fő (2024. január 1.).

## Népesség
A település lakosságának változását az alábbi diagram mutatja:
| Lakosok száma | 445  | 474  | 467  | 188  | 204  | 161  | 193  | 197  | 184  | 200  |
|               | 1869 | 1900 | 1921 | 1961 | 1980 | 2011 | 2016 | 2019 | 2021 | 2024 |